# 다도코로 료
다도코로 료(일본어: 田所 諒, 1986년 4월 8일 ~ )는 일본의 전 축구 선수이다.

## 구단 경력
그는 2009년부터 2019년까지 J리그의 파지아노 오카야마, 요코하마 FC에서 활동하였다.